# Run the Burbs
Run the Burbs est une sitcom canadienne en 38 épisodes de 22 minutes créée par Andrew Phung et Scott Townend, diffusée entre le 5 janvier 2022 et le 2 avril 2024 sur le réseau CBC,. Aux États-Unis, elle est diffusée depuis le 31 juillet 2023 sur The CW.
Cette série est inédite dans tous les pays francophones.

## Distribution
- Andrew Phung (en) : Andrew Pham
- Rakhee Morzaria (en) : Camille, la femme d'Andrew
- Zoriah Wong : Khia Pham
- Roman Pesino : Leo Pham
- Julie Nolke : Sam
- Ali Hassan (en) : Ramesh
- Jonathan Langdon : Hudson
- Simone Miller : Mannix
- Samantha Wan (en) : Cathy
- Chris Locke : Sebastian
- Aurora Browne (en) : Barb
- Candy Palmater (en) : Candy (saison 1)

## Production
Le 25 avril 2024, la série est annulée.

## Épisodes

### Première saison (2022)
1. Blockbuster
2. Heatwave
3. Carol the Conqueror
4. Let's Go to the Movies
5. Independence Day
6. First Date Date
7. Phamily Matters
8. Raccoon Fever
9. Li Xi
10. Phamily Games Night
11. Forever Young
12. This Is Your Day

### Deuxième saison (2023)
Elle est diffusée depuis le 4 janvier 2023.
1. In Phocus
2. Phamily Ties
3. Phamily Emergency
4. Phriends and Enemies
5. Phestival of Life
6. Phamily Budget
7. Phresh Start
8. Morning Phrenzy
9. Culture Phest
10. Phlashback
11. Turn Lepht
12. Phamily Affair
13. Phriendship

### Troisième saison (2024)
Elle est diffusée depuis le 9 janvier 2024.
1. Phor Sale
2. Phamily Doctor
3. Cottage Phever
4. Phree Throws
5. Phunky Town
6. Phright Night
7. Unphased
8. Stress Releiph
9. Phavourite Child
10. Phirst Love
11. Holi-Day Phun
12. Vas Dephrens
13. Summer Phorecast